# Валерія Шашенок
Валерія Шашенок (нар. 17 липня 2001) — українська фотографка, яка привернула міжнародну увагу своїми сатиричними відеороликами TikTok, що документують вторгнення в Україну 2022 року. Деякі порівнюють її з Анною Франк.

## Життєпис
Шашенок, яка родом з Чернігова, Україна, працювала позаштатним фотографом. З 24 лютого 2022 року до тижня 13 березня Шашенок жила в бомбосховищі, де вона в комедійній формі задокументувала прийоми виживання своєї сім'ї та руйнування рідного міста (що знаходиться на кордоні Росії та Білорусі), тоді як її друзі втекли до таких країн, як Болгарія та Італія. Її найвідоміший відеоролик із сицилійською піснею «C'è la luna mezzo mare», який став вірусним по всьому світу і набрав понад 28 мільйонів переглядів. Раніше вона використовувала TikTok для місцевого бізнесу та свого особистого життя, але її хроніки війни почали набирати обертів, коли вона використовувала англійські субтитри. Вона публікувала повідомлення про війну, щоб розвіяти негативні стереотипи про Україну та її народ, а також для боротьби з фейковими новинами в російських державних ЗМІ. У середині березня вона сама втекла до Польщі, а її батьки залишилися в Україні. За її розповідями, вона їздила з Києва до Львова, потім зі Львова до польського Перемишля; хоча у неї не було паспорта, вона скористалася документами з українського додатка «Дія», і її пустили в країну. З Перемишля вона поїхала до Варшави через Лодзь і дала інтерв'ю польському журналісту з Telewizja Polska, який упізнав її на зупинці поїзда. Під час цієї подорожі вона також дала інтерв'ю CNN en Español, Cosmopolitan Italia та la Repubblica. Зараз Шашенок є біженцем в Італії.